# La-La
La-La Anthony, właśc. Alani Vazquez (ur. 25 czerwca 1979 na Brooklynie w Nowym Jorku) – amerykańsko-portorykańska aktorka, osobowość telewizyjna, DJ-ka. Pełniła także funkcję VJ-ki dla stacji MTV. Jest żoną koszykarza NBA Carmelo Anthony’ego.